# ثور: رگناروک
ثور: رَگناروک (به انگلیسی: Thor: Ragnarok) فیلمی محصول ایالات متحده آمریکا در ژانر ابرقهرمانی است که بر پایهٔ شخصیت خیالی ثور از شرکت مارول کامیکس و به تهیه‌کنندگی مارول استودیوز ساخته شده و توسط استودیو سینمایی والت دیزنی توزیع شده‌است. این فیلم که تایکا وایتیتی کارگردانی آن را بر عهده داشته و اریک پیرسون به همراه کریگ کایل و کریستوفر یوست نویسندگان آن بوده‌اند، دنباله‌ای بر فیلم‌های ثور (۲۰۱۱) و ثور: دنیای تاریک (۲۰۱۳) محسوب می‌شود و هم‌چنین هفدهمین فیلم در دنیای سینمایی مارول به‌شمار می‌رود. در این فیلم بازیگرانی همچون کریس همسورث، تام هیدلستون، کیت بلانشت، ادریس البا، جف گلدبلوم، تسا تامپسون، کارل اربن، مارک رافلو و آنتونی هاپکینز ایفای نقش می‌کنند. در این فیلم، ثور بایستی از سیارهٔ ساکار فرار کند تا آزگارد را از چنگ هلا نجات دهد.
ساخت قسمت سوم ثور در ژانویهٔ ۲۰۱۴ تأیید شد و یاست و کایل شروع به نوشتن فیلم‌نامهٔ آن کردند. بازگشت همسورث و هیدلستون در اکتبر همان سال اعلام شد. یک سال بعد و پس از آن که آلن تیلور تصمیم گرفت تا برای کارگردانی این فیلم بازنگردد، تایکا وایتیتی برای کارگردانی این فیلم انتخاب شد. هم‌چنین روفالو برای تکرار نقش هالک به این فیلم پیوست. در مهٔ ۲۰۱۶ اعلام شد که بلانشت در این فیلم، در نقش هلا بازی خواهد کرد و در ژوئیه ۲۰۱۶ و بعد از شروع فیلمبرداری، مشارکت پیرسون در نوشتن فیلم‌نامهٔ این فیلم اعلام شد. فیلم‌برداری این فیلم در بریزبن و سیدنی صورت گرفت؛ قسمت‌هایی از فیلم هم در اوکسنفورد فیلم‌برداری شد و نهایتاً در اکتبر ۲۰۱۶، فیلم‌برداری آن به پایان رسید.
مراسم افتتاحیهٔ ثور: رگناروک در ۱۰ اکتبر ۲۰۱۷ در لس آنجلس برگزار شد و در ۳ نوامبر ۲۰۱۷ به صورت آی‌مکس و سه‌بعدی در ایالات متحده اکران گردید. فیلم‌های عموماً با نقدهای مثبتی مواجه شد و بسیاری از منتقدین آن را بهترین فیلم سه‌گانهٔ ثور نامیدند و کارگردانی وایتیتی را در کنار نمایش بازیگران، صحنه‌های اکشن، موسیقی و شوخی‌های فیلم تحسین کردند. این فیلم با فروش ۸۵۴ میلیون دلاری به نهمین فیلم پرفروش سال ۲۰۱۷ تبدیل شد.
دنباله‌ای برای این فیلم، تحت عنوان ثور: عشق و تندر، در سال ۲۰۲۲ اکران شد.

## داستان
دو سال پس از نبرد سوکوویا، ثور به دنبال سنگ‌های ابدیت است و توسط سرتر در موسپل‌هایم زندانی شده‌است. سرتر به اطلاع ثور می‌رساند که پدرش اودین دیگر در آزگارد نیست و پادشاهی او به زودی در آخرالزمانی موعود (رگناروک) نابود می‌شود. ثور موفق می‌شود تا سرتر را شکست بدهد و تاج پادشاهی او را در اختیار می‌گیرد و تصور می‌کند که از وقوع راگناروک جلوگیری کرده‌است.
ثور به آزگارد بازمی‌گردد و می‌بیند که برادرش لوکی خودش را جای پدرشان جا زده و حکمرانی می‌کند. او لوکی را مجبور می‌کند تا به دنبال پدرشان بروند. بر روی سیارهٔ زمین به کمک استیون استرنج، پدرشان را در نروژ می‌یابند. اودین به آن‌ها توضیح می‌دهد وی در حال مرگ است و پس از او، قدرتش به دخترش (خواهر بزرگ‌تر ثور و لوکی) یعنی هلا می‌رسد. هلا پیش از این یکی از یاران اودین بوده و وی را برای تصرف ۹ سرزمینش همراهی کرده‌است. اما بعدها زیاده‌خواهی و خشونت بیش از حد او باعث می‌شود که اودین وی را از مقام خودش خلع کند و نام او را نیز از تاریخ محو نماید. بعد اودین می‌میرد و هلا از بند آزاد می‌شود. او در اولین حرکتش چکش ثور یعنی میولنیر را نابود می‌کند. زمانی که ثور و لوکی می‌خواهند از طریق پل بایفراست فرار کنند، او از جلویشان را می‌گیرد و از بایفراست خارج‌شان میکند و در فضا رهایشان می‌کند تا بمیرند. هلا به آزگارد بازمی‌گردد و ارتش آزگارد را نابود می‌کند. همچنین ارتش مرده‌اش را که به او وفادار بوده‌اند، و جنازه.هایشان در زیر تخت پادشاهی اودین بود را زنده می‌کند و اسکرنج را به عنوان جلادش برمی‌گزیند.
ثور بر روی سیاره‌ای به نام ساکار فرود می‌آید و توسط یک برده‌دار به نام اسکرپر ۱۴۲ دستگیر و به عنوان گلادیاتور برای مبارزه در میدان به استاد بزرگ فروخته می‌شود. ثور متوجه می‌شود که اسکرپر ۱۴۲ از اعضای گروه والکیری (گارد پادشاهی سابق اودین) است که تصور می‌شد همهٔ اعضای آن در مقابله با هلا کشته شده‌اند. ثور در میدان مبارزه حاضر می‌شود و متوجه می‌شود هالک در برابر او است. با استفاده از نیرویش و استفاده از رعد هالک را شکست می‌دهد؛ اما با دخالت استاد بزرگ، هالک پیروز می‌شود. ثور در حالی که همچنان در بند است سعی می‌کند تا هالک و والکیری را راضی کند تا جلوی نابودی آزگارد را بگیرند؛ اما آن‌ها موافق نیستند. ثور با هایمدال ارتباط برقرار می‌کند و از وضعیت آزگارد مطلع می‌شود. هایمدال به او می‌گوید که برای فرار از ساکار و رسیدن به آزگارد، باید از طریق بزرگترین کرم چاله (سوراخ شیطان) خارج شود‌. ثور مدتی بعد موفق می‌شود تا فرار کند و کویین جت را پیدا می‌کند. هالک به دنبال ثور می‌رود و نیمی از کویین جت را در هنگام ورود نابود می‌کند و با گوش دادن به صدای ناتاشا رومانوف (که در پیامی در پایان نبرد سوکوویا برای بازگشت هالک به زمین برای کویین جت ارسال کرده بود) دوباره به دکتر بروس بنر تبدیل می‌شود و متوجه می‌شود که از زمان نبرد سوکوویا تا آن زمان هالک بوده‌است.
استاد بزرگ به والکیری و لوکی دستور می‌دهد تا ثور را پیدا کنند، اما از این کار سرباز می‌زنند. با یادآوری مرگ والکیری‌ها به دست هلا، والکیری تصمیم می‌گیرد تا به ثور کمک کند. لوکی برای جا نماندن به ثور و والکیری کمک می‌کند و یکی از فضاپیماهای پادشاه را می‌دزدد؛ اما در نهایت به ثور خیانت می‌کند. با این حال ثور این حرکت او را پیش‌بینی کرده و شکستش می‌دهد و او را بر روی ساکار جا می‌گذارد. سپس ثور به همراه والکیری و هالک از طریق سوراخ شیطان به آزگارد می‌روند؛ جایی که هلا در حال مبارزه با مردم و یاران هایمدال است. ثور به همراه دوستانش برای کمک به آزگارد می‌رسند و مردم آزگارد را سوار فضاپیما می‌کنند. ثور در حال مبارزه با هلا متوجه می‌شود که نمی‌تواند او را شکست دهد و با به یاد آوردن سخنان اودین، متوجه می‌شود که تنها راگناروک می‌تواند هلا را شکست دهد؛ بنابراین زمانی که هلا حواسش نیست، لوکی با قرار دادن تاج سرتر در آتش جاویدان و با رقم زدن راگناروک، آزگارد را به همراه هلا نابود می‌کند.
ثور به همراه دیگر افراد سوار فضاپیما می‌شود و به سمت زمین می‌گریزد. در سکانس‌های میان تیتراژ دیده می‌شود که فضاپیمای آن‌ها توسط فضاپیمای تانوس متوقف می‌شود. در سکانس‌های پس از تیتراژ، استاد بزرگ دیده می‌شود که توسط شورشیان محاصره شده‌است.

## بازیگران
- کریس همسورث در نقش ثور:
یک انتقام‌جو و ولیعهد آزگارد، بر اساس خدای اسطوره‌ای اسکاندیناوی به همین نام، که به یک «تفنگ‌باز تنها» در جستجوی سنگ‌های بی‌نهایت تبدیل شده است.
- تام هیدلستون در نقش لوکی:
برادر خوانده و دشمن ثور، بر اساس خدایی به همین نام.
- کیت بلانشت در نقش هلا:
خواهر بزرگتر ثور و الهه مرگ، بر اساس خدایی به همین نام، که به طور ناخواسته پس از مرگ اودین آزاد می شود.
- ادریس البا در نقش هایمدال:
آزگاردی همه‌چیز شنوا و نگهبان سابق پل بایفرست، بر اساس خدایی به همین نام، که در دوران سلطنت لوکی به تبعید خودخواسته رفته است. پس از حمله هلا به آزگارد، او به پنهان کردن شهروندان آسیب پذیر آن کمک می کند.
- جف گلدبلوم در نقش گرندمستر:
یکی از بزرگان جهان، که بر سیاره ساکار فرمانروایی می کند.
- تسا تامپسون در نقش والکیری:
یک تاجر برده سرسخت آسگاردی، بر اساس موجود اساطیری‌ای به همین نام، که زمانی یک جنگجوی افسانه‌ای والکیری بود.
- کارل اربن در نقش جلاد:
یک جنگجوی آزگاردی که در غیاب هایمدال از پل بایفرست محافظت می کند و برای زنده ماندن، به هلا ملحق می شود.
- مارک رافلو در نقش بروس بنر / هالک:
یک انتقام‌جو و دانشمندی نابغه که پس از قرار گرفتن در معرض تشعشعات گاما، به هیولایی به نام هالک تبدیل می‌شود.
- آنتونی هاپکینز در نقش اودین:
پادشاه آزگارد، پدر ثور و هلا، و پدر خوانده لوکی، بر اساس خدایی به همین نام. این شخصیت در تبعید روی زمین به سر می‌برد.
- تایکا وایتیتی در نقش کورگ.
- بندیکت کامبربچ در نقش دکتر استرنج:
یک جراح مغز و اعصاب که پس از یک تصادف رانندگی که منجر به سفری شفابخش شد، دنیای پنهان جادو و ابعاد متناوب را کشف می‌کند.
- کلنسی براون در نقش سورتور:
دیوی از جنس آتش که ثور را به اسارت گرفته‌بود.
- استن لی در نقش آرایشگری که موی سر ثور را کوتاه می‌کند.
- لوک همسورث در نقش بازیگری که نقش ثور را در نمایش بازی می‌کند.
- سم نیل در نقش بازیگری که نقش اودین را در نمایش بازی می‌کند.
- مت دیمون در نقش بازیگری که نقش لوکی را در نمایش بازی می‌کند.
- شارلوت نیکدائو در نقش بازیگری که نقش سیف را در نمایش بازی می‌کند.